# Леди Уалла
Леди Уалла (ирл. Uallach ingen Muinecháin; умерла в 934) — филид высшей ступени (оллам), умершая в 932 или 934 году. Запись о её смерти есть в «Анналах Инишфаллена», где она описывается как «поэтесса Ирландии». В гэльских источниках она, как и другие ирландские поэтессы, не описана.
Имя Уаллы записано в инсталляции Джуди Чикаго «Этаж наследия».